# De Drait
De Drait is een typische jaren 70 wijk in Drachten met zo'n 2500 woningen waar zo'n 6400 mensen wonen.
De wijk is in clusters verdeeld met daartussenin veel groen en speelvelden.
In 1972 werd begonnen met de aanleg van de grootste uitbreiding ooit in Drachten destijds.
In de beginjaren werden er veel rijtjeswoningen gebouwd, zogeheten gietbouwwoningen. Van deze woningen was het casco van gietbeton, wat in die tijd revolutionair was. Door dit systeem van bouwen toe te passen kon men razendsnel bouwen; er werden 2 à 3 woningen per dag 'uit de grond gestampt'. Later werden er ook tweekappers en woningen in de vrije sector gebouwd. Er is dan ook een groot contrast tussen de eerst en de laatst gebouwde buurten. De wijk De Drait was rond 1980 grotendeels voltooid, waarna Drachten in 1981 het riviertje de Drait overstak om het plan De Trisken in uitvoering te nemen met plaats voor 1700 woningen.
In het midden van de wijk liggen een winkelcentrum, sporthal de Drait, een wijkcentrum en de kerk De Arke. In het winkelcentrum bevinden zich onder meer een tweetal supermarkten en een tankstation. In 2008/2009 heeft het winkelcentrum heeft een grootscheepse opknapbeurt ondergaan. Het centrum is moderner en groter geworden en heeft meer winkels gekregen vanwege het toegenomen inwonertal. De groei van inwoners is voornamelijk te danken aan de nieuwe wijken Drachtstervaart en Himsterhout en aan de verjonging van de bevolking in de Drait. Drachtstervaart en Himsterhout zijn voor de eerste levensbehoeften aangewezen op het winkelcentrum de Drait.
De Drait kent 2 basisscholen: een Montessorischool en een brede school, waar openbaar en Christelijk onderwijs gegeven wordt.
Om de wijk ligt een rondweg, gevormd door de Overstesingel, de Lauwers en (een deel van) de Zuiderhogeweg. Via de Zuiderhogeweg (vierstrooks) bereikt men gemakkelijk de autosnelweg A7.

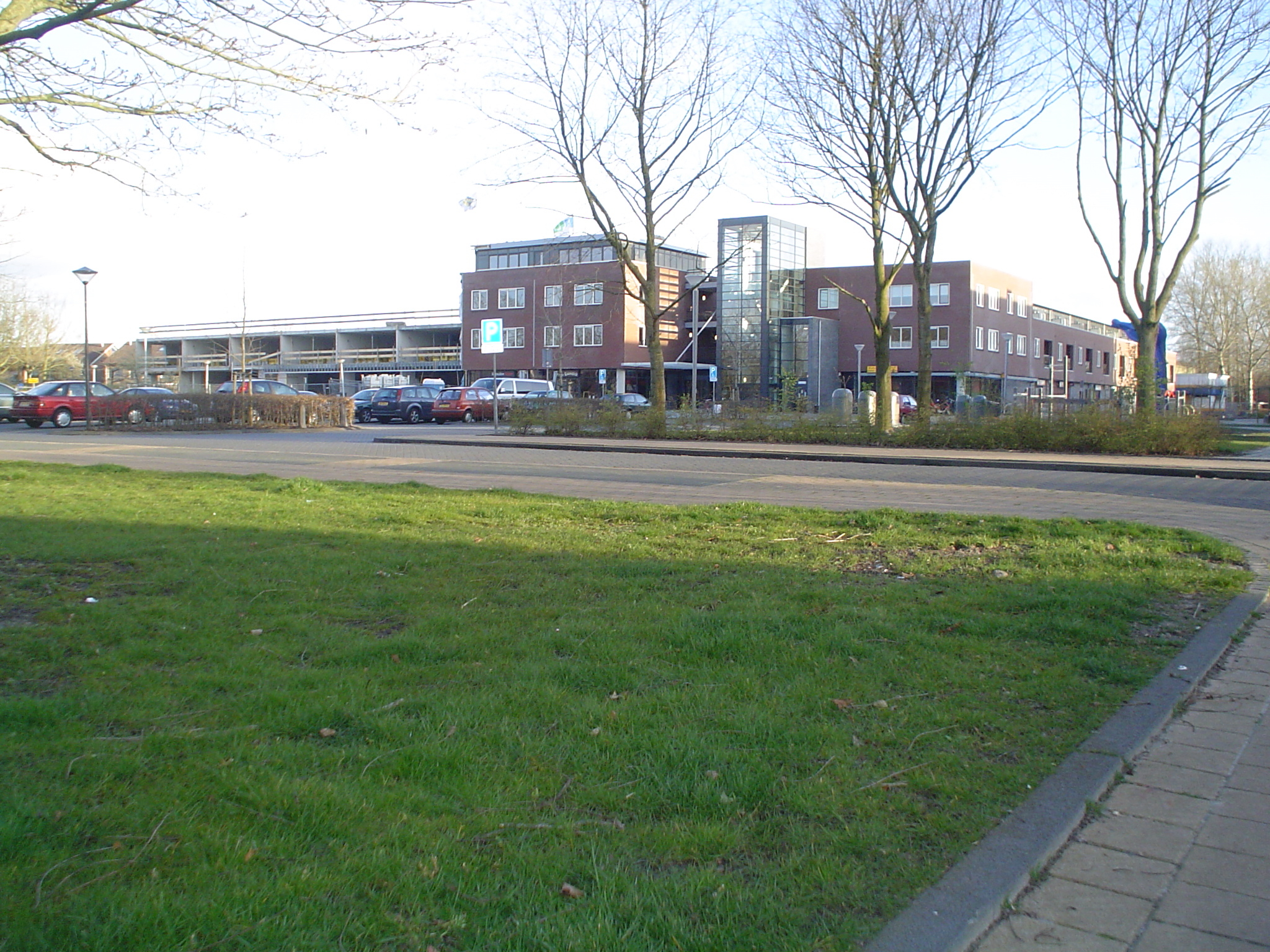
Nieuwbouw winkelcentrum de Drait
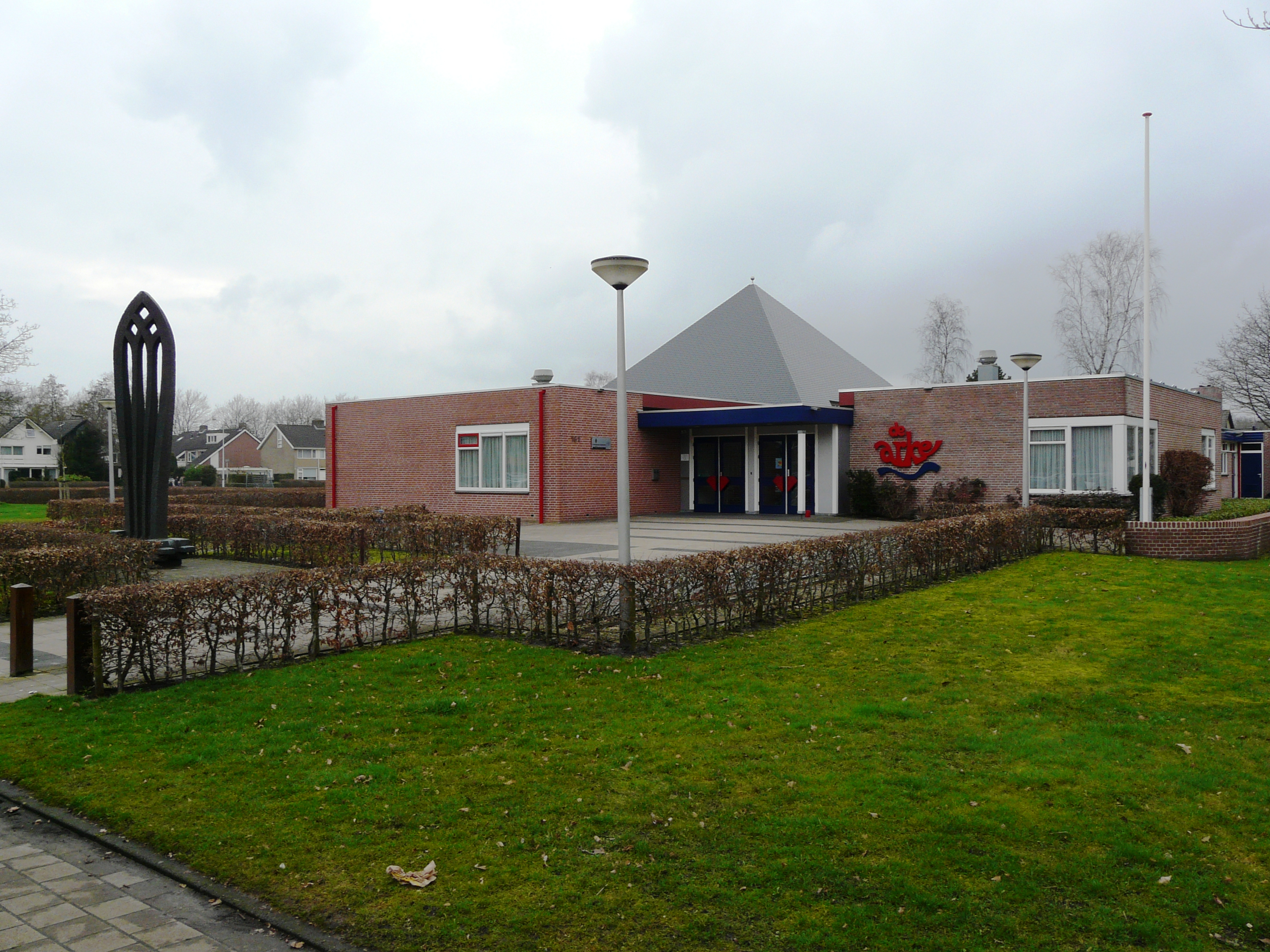
De Arke